# 정병원
정병원(鄭炳元, 1963년 8월 6일~)은 대한민국의 외무공무원이다.

## 학력
- 1986.2.: 서울대학교 법학과[1]
- 1988.2.: 계명대학교 법학 석사[1]

## 경력
- 1990.4.: 외무부 입부 (90.4. 제24회 외무고시)[1]
- 1995.5.: 주일본 대사관 2등서기관[1]
- 1997.6.: 주피지 대사관 1등서기관[1]
- 2002.1.: 주네덜란드 대사관1등서기관[1]
- 2003.12.: 주일본 대사관 1등서기관[1]
- 2006.8.: 대통령비서실 파견[1]
- 2007.8.: 국제협약과장[1]
- 2009.1.: 일본과장[1]
- 2009.12.: 인도네시아 대사관 참사관[1]
- 2011.12.: 독일 대사관 공사참사관[1]
- 2014.3.: 동북아시아국 심의관[1]
- 2016.3.: 동북아국장[1]
- 2017.12.: 국립외교원 경력교수[1]
- 2018.10.: 주밴쿠버 총영사관 총영사[1]
- 2021.12.: 주타이베이 대한민국 대표부 대표[1]
- 2023.2.: 주스웨덴 대사관 대사[1][2]
- 2023.8.: 외교부 차관보